# Надия (Болградский район)
Надия (укр. Надія; до 2025 годах — Надеждовка) — село, относится к Болградскому району Одесской области Украины.
Население по переписи 2001 года составляло 713 человека. Почтовый индекс — 68454. Телефонный код — 4845. Занимает площадь 0,89 км². Код КОАТУУ — 5120483701.

## История
В 1945 г. Указом ПВС УССР село Гофнунгсфельд переименовано в Надеждовку.

## Население и национальный состав
По данным переписи населения Украины 2001 года распределение населения по родному языку было следующим (в % от общей численности населения):
По Надеждовскому сельскому совету: украинский — 16,69 %; русский — 72,51 %; белорусский — 0,14 %; болгарский — 6,73 %; гагаузский — 1,40 %; молдавский — 2,52 %.

## Местный совет
68454, Одесская обл., Болградский р-н, с. Надеждовка, ул. Центральная, 75